# Draugelis
Draugelis ist ein litauischer männlicher Familienname, abgeleitet von draugas (dt. 'Freund').

## Weibliche Formen
- Draugelytė (ledig)
- Draugelienė (verheiratet)

## Namensträger
- Eliziejus Draugelis (1888–1981), Politiker, Bürgermeister von Marijampolė,  Innenminister  Mitglied im Seimas
- Vytautas Sigitas Draugelis (1943–2010),  Politiker, Vizebürgermeister von Marijampolė,  Mitglied im Seimas